# Archipel

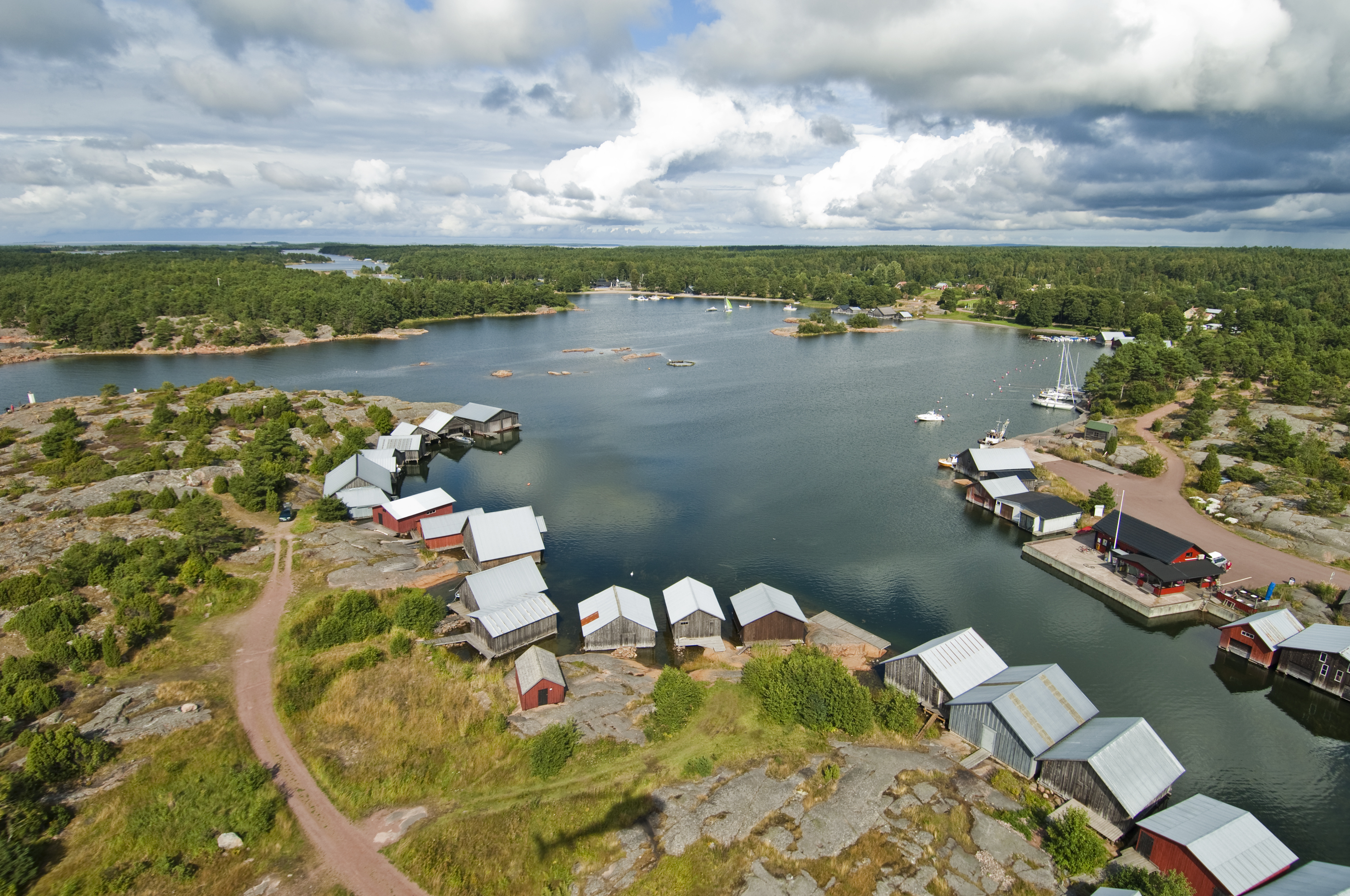
Luftaufnahme von Åland, einem Archipel zwischen Schweden und Finnland

Archipel [arçiˈpeːl] ist ein allgemeiner Begriff für verschiedene Inselgruppen der Weltmeere beziehungsweise deren gesamte Regionen, einschließlich der Gewässer zwischen den Inseln.
Im Seerecht haben auf Archipele begrenzte Staaten die besondere Möglichkeit, ihre Souveränität auf die gesamten Gewässer zwischen denjenigen ihrer Inseln auszudehnen, die nicht weiter als rund 100 Seemeilen auseinanderliegen. Ihre Souveränität erstreckt sich dann auf die Inseln und die Archipelgewässer. Der Archipelstaat mit den meisten Inseln, nämlich 17.508, ist Indonesien.

## Wortherkunft
Der Begriff stammt von altgriechisch ἀρχιπέλαγος archipélagos und setzt sich zusammen aus den Teilen ἄρχι- archi- „oberster, Haupt-“ (zu altgriechisch ἀρχή arché „Ursprung, Grundlage, das Erste“; siehe auch die entsprechende deutsche Entlehnung Erz-) und πέλαγος pélagos „Meer“.
Im Italienischen wurde Arcipelago – hierin offenbar einer antiken Tradition folgend – als Eigenname zunächst synonym für das Ägäische Meer verwendet (auch Egeopelago, mittellateinisch Egeopelagus, dieses aus mittelgriechisch Αἰγαῖον πέλαγος Aigaion pelagos). Später verschob sich die Bedeutung von Arcipelago zu den Inseln, die in der Ägäis sehr zahlreich sind, und in der weiteren Entwicklung wurde der Eigenname schließlich mit der Bedeutung Inselmeer oder Inselgruppe in den allgemeinen Sprachgebrauch übernommen.
Im 13. bis 16. Jahrhundert waren die Kykladen vor Athen ein Herzogtum italienischer Fürsten, das Herzogtum Archipelagos.